# J. R. Monterose
J. R. Monterose est un saxophoniste ténor américain de jazz. Il est remarqué en 1956 sur un enregistrement de Charles Mingus puis de Kenny Dorham ainsi que par son album éponyme sur le label Blue Note. Malgré un style fluide et inspiré, il ne parviendra par la suite à concrétiser ce bon départ.
Il ne doit pas être confondu avec un autre saxophoniste ténor américain appelé Jack Montrose.

## Biographie

### Jeunesse
Frank Anthony Monterose Jr (son surnom J. R provient de « junior ») naît à Detroit en 1927 puis sa famille s'installe à Utica (New York) l'année suivante et y grandit. Il commence par apprendre la clarinette vers l'âge de 13 ans, s'entraînant très peu au saxophone à cette période. Impressionné notamment par le jeu du saxophoniste Coleman Hawkins et par celui de Chu Berry, il choisit deux ans plus tard de jouer au saxophone ténor. Il avoue cependant avoir décidé de passer de la clarinette au saxophone inspiré par le jeu de Tex Beneke. 
De 1948 à 1949, Monterose joue à la clarinette avec des groupes locaux dans la région d'Utica (l'Utica Junior Symphony Orchestra). En 1950, il participe à une tournée en Californie avec l'orchestre du trompettiste Henry Busse (en). L'année suivante il s'installe à New York puis de retour à Utica, il joue avec des musiciens locaux avant de rejoindre l'orchestre de Buddy Rich en 1952. Il joue ensuite dans la région de Syracuse puis participe à l'orchestre du pianiste Claude Thornhill en 1954,. La structure du 'big band l'empêche de s'exprimer pleinement et Monterose choisit l'année suivante de collaborer avec le pianiste et vibraphoniste Teddy Charles puis de travailler dans différents clubs de jazz new-yorkais.

### Carrière musicale
En janvier 1956, Monterose accompagne le contrebassiste Charles Mingus lors de l'enregistrement de l'album Pithecanthropus Erectus. Il ne garde pas un bon souvenir de cette collaboration et il choisit de rejoindre cette année-là le groupe les Jazz Prophets mené par le trompettiste Kenny Dorham. Il participe aux albums The Jazz Prophets pour Chess et 'Round About Midnight at the Cafe Bohemia pour Blue Note, une expérience qu'il juge bien plus enrichissante. Alfred Lion, producteur pour Blue Note, lui offre l'occasion en 1956 d'effectuer son premier enregistrement pour ce label. Il forme lors de cette séance un quintet constitué du pianiste Horace Silver, du trompettiste Ira Sullivan (en), du contrebassiste Wilbur Ware et du batteur Philly Joe Jones. Dans le catalogue de ce label, le contenu de l'album reste surprenant et original. Malgré le succès de ce premier album et quelques enregistrements remarquables à la fin des années 1950, Monterose ne réussira pas en tant que leader à concrétiser ce bon départ.

### Fin de carrière
Il rejoint le vibraphoniste et chef d'orchestre Terry Gibbs en 1959 puis enregistre un album avec le guitariste René Thomas l'année suivante. Il choisit d'emménager à partir de 1967 dans une petite ville aux alentours de Bruxelles en Belgique. Après huit ans d’absence il revient aux États-Unis mais en mauvaise condition physique et sans pouvoir jouer de son instrument. À partir de 1979 il redevient actif et donne des cours sur l'improvisation à l'Utica College of Syracuse. Durant l'été 1980 il est victime d'un accident de voiture qui ne lui permet plus d'être pleinement actif au niveau musical. Après quelques rares interprétations et enregistrements, Monterose meurt d'un cancer en septembre 1993 à 66 ans.

## Style
En près de 30 ans de carrière, Monterose a fait seulement paraître quelques albums mais reste dans les esprits comme un « ténor de toute première grandeur ». Dans Le Nouveau dictionnaire du jazz, l'auteur le décrit comme « porté par un son mince et dense, à l'énergie presque incisive et aux riches harmoniques ».

## Discographie

### En leader
| Enregistrement | Label                 | Nom de l'album                                |
| -------------- | --------------------- | --------------------------------------------- |
| 1956           | Blue Note Records     | J. R. Monterose                               |
| 1959           | Fresh Sound           | The Message                                   |
| 1959           | Jaro / Xanadu Records | Straight Ahead                                |
| 1963           | Fresh Sound           | Live At The Tender Trap                       |
| 1964           | Studio 4              | In Action                                     |
| 1969           | Heavy Soul Music      | J.R. Monterose Is Alive In Amsterdam Paradiso |
| 1970           | Munich                | Body And Soul                                 |
| 1979           | Uptown Records        | Live in Albany                                |
| 1981           | Uptown                | ...And A Little Pleasure                      |
| 1988           | Storyville            | T. T. T.                                      |

### En sideman
(partielle)
| Enregistrement | Leader         | Label             | Nom de l'album                            |
| -------------- | -------------- | ----------------- | ----------------------------------------- |
| 1956           | Teddy Charles  | Atlantic Records  | The Teddy Charles Tentet                  |
| 1956           | Charles Mingus | Atlantic Records  | Pithecanthropus Erectus                   |
| 1956           | Kenny Dorham   | Blue Note Records | 'Round About Midnight at the Cafe Bohemia |
| 1957           | Kenny Burrell  | Blue Note Records | Kenny Burrell                             |
| 1960           | René Thomas    | OJC               | Guitar Groove                             |
| 1981           | Tommy Flanagan | Reservoir         | A Little Pleasure                         |
| 1991           | Eddie Bert     | Fresh Sound       | Live at Birdland                          |